# Поле V8
Зрительное поле V8 — участок зрительной коры головного мозга. Функции этого участка головного мозга не изучены в достаточной мере, однако большинство исследователей считают, что V8 является цветовым центром зрительной коры, специфичным только для головного мозга человека.

## Анатомическое строение
Первые сведения о зрительном поле V8 были опубликованы в 1998 году. Исследователи обнаружили, что зона коры головного мозга человека, отвечающая за восприятие цвета, не гомологична цветовому центру мозга макаки-резуса. Поле расположено в области веретенообразной извилины, являющейся частью экстрастриарной коры. В этой же работе показано, что зона V8 имеет ретинотопическое строение, как и первичные области зрительной коры. При дальнейшем изучении структуры этой области коры было обнаружено, что V8 имеет большое количество анатомических связей с зоной V5, а также выдвинуто предположение, что первоначально информация о зрительном стимуле приходит из зоны V1 в зону V8, и только потом возвращается во вторичные зрительные поля. Кроме того, при предъявлении зрительных стимулов людям с пораженной первичной зрительной корой на фМРТ регистрируется активность в зонах V4 и V8, из чего следует предположение о наличии прямых связей между латеральным коленчатым телом и зонами V4 и V8.

## Функции
Основной функцией области V8 является восприятие цветов. При предъявлении серых и окрашенных стимулов активация зоны V8 фиксируется при восприятии только цветных стимулов. Кроме того, активация этой зоны наблюдается в нескольких исследованиях, в которых принимали участие люди с синестезией.
В отличие от зрительного поля V4, которое отвечает за восприятие как цветовых характеристик стимулов, так и высоты, ширины, общего размера, ориентации объекта, поле V8 активируется только при восприятии цветов.